# Enzo Luigi Poletto
Enzo Luigi Poletto (Padova, 16 gennaio 1906 – Milano, 20 gennaio 1983) è stato un compositore e paroliere italiano.

## Biografia
Oltre che musicista e autore di testi di canzoni, Poletto è stato anche un celebre direttore d'orchestra; nel corso della sua carriera ha scritto testi e musiche di circa cinquecento canzoni, le musiche di una trentina (con i testi di altri parolieri), un centinaio di testi per altri musicisti ed uno svariato numero di traduzioni.

### Gli inizi
Dopo aver abbandonato gli studi di chimica per la passione per la musica, Poletto, appassionandosi di jazz, debuttò nel 1925 formando, con alcuni amici padovani appassionati come lui, un'orchestra jazz.
Nel frattempo completò gli studi al conservatorio, diplomandosi in pianoforte, violoncello, armonia e composizione, ed iniziò a tenere, con la sua orchestra, numerosi spettacoli in Italia e all'estero.

Appassionato di letteratura, iniziò a pubblicare alcune poesie in varie riviste locali, finché nel 1928 unì le sue due aspirazioni e scrisse la sua prima canzone, riscuotendo in breve tempo un discreto successo e pubblicando molte canzoni per svariate case di edizioni musicali (tra le quali le Messaggerie Musicali e le Southern); tra di esse riscossero una certa notorietà Con tutta l'anima, Sul campanil del duomo (cantata da Dea Garbaccio ed incisa anche da Crivel), Anema mia, ma soprattutto, nel 1941, T'ho vista piangere, cantata da Alfredo Clerici.

### Il successo
La sua canzone più nota viene però incisa nel 1946 da Nilla Pizzi e Tony Stella: è La barchetta (in mezzo al mare) (pubblicata dall'Italmusica, la casa di edizioni musicali fondata da Pasquale Pigini con cui Poletto collaborerà spesso nel dopoguerra), che negli anni a venire diventerà famosa come filastrocca popolare, successo bissato da C'è una capinera (nel mio cuor), scritta per Alfredo Clerici, e da Maria Cristina per Nino Florio.

Nel 1947, in collaborazione con Larici (pseudonimo del paroliere piemontese Mario Gili), traduce La Malaguena, grande successo latinoamericano (interpretato anche da Claudio Villa).

Del 1950 è 7-13-28 Ho giocato un terno al lotto, divertente testo cantato da Maria Pia Arcangeli, che servì come ispirazione a Renato Carosone per la sua Tre numeri al lotto.

Partecipa nel 1951 alla prima edizione del Festival di Sanremo con la canzone Notte di Sanremo, interpretata dalla Pizzi, che viene però eliminata; l'anno successivo vi partecipa con Al ritmo della carrozzella, cantata dal Duo Fasano, di cui è autore del solo testo (la musica è del pianista torinese Piero Pavesio).

Sempre del 1952 è Morir di desiderio, cantata da Jula de Palma.

Come traduttore, scrive per Claudio Villa il testo italiano di Granada di Agustín Lara nel 1954, e nello stesso anno scrive il testo Arriva la corriera traduzione della canzone brasiliana "The Choo Choo Samba" (scritta nel 1927 dal brasiliano P.B. Godinho testo in inglese di J. Fisham) per Peter Van Wood; dell'anno successivo è Ufemia, successo di Natalino Otto interpretato anche da Renato Carosone.

Per Clara Jaione scrive nel 1955 Vendeva fiorellini.

Altri suoi successi furono Amo la musica, Signorinella degli aviatori, Conduttor ferma il treno per favor, La biondina e A marechiaro.

Con l'avvento degli urlatori prima, e dei cantautori genovesi poi, Poletto decide di ritirarsi, ritenendo di aver fatto il proprio tempo come musicista, e si dedica all'attività di scrittore, giornalista e saggista nella sua città, Padova, che non ha mai abbandonato, ed a Milano dove risiede e dove muore nel 1983.

## Curiosità
Negli anni cinquanta Poletto ha anche scritto le musiche di alcune canzoni, di ritmo latinoamericano (bajon, samba, rumbe, ecc.) con testo in spagnolo e firmandole con lo pseudonimo di Josè Dumbo: canzoni che sono state ritenute di provenienza sudamericana finché lo stesso Poletto non ha rivelato di esserne l'autore.
Tra questi brani ricordiamo Bakana-bà e Señor, entrambe del 1955, Barquinha vai no mar e Con el tiempo y un ganchito.

## Le principali canzoni scritte da Enzo Luigi Poletto
Abbiamo indicato solo il primo interprete, gli eventuali collaboratori o gli autori originali (nel caso di traduzioni).
- 1939 - Alba allegra per Gilberto Mazzi (autore del testo; musica di Emilio Gnecco)
- 1940 - Sul campanil del duomo per Dea Garbaccio e Crivel (autore di testo e musica)
- 1940 - Hula (fiore d'Hawai) per Giovanni Turchetti e Trio Vocale Sorelle Lescano (autore di testo e musica)
- 1941 - T'ho vista piangere per Alfredo Clerici (autore del testo; musica di Arturo Casadei)
- 1946 - La barchetta (in mezzo al mare) per Nilla Pizzi e Tony Stella (autore di testo e musica)
- 1946 - C'è una capinera (nel mio cuor) per Alfredo Clerici (autore di testo e musica)
- 1947 - Maria Cristina per Nino Florio (autore di testo e musica)
- 1947 - La Malaguena per Claudio Villa (autore del testo italiano in collaborazione con Alberto Larici; testo originale di Pedro Galindo; musica di Elpidio Burgos Ramirez)
- 1950 - 7-13-28 Ho giocato un terno al lotto per Maria Pia Arcangeli (autore di testo e musica)
- 1951 - Notte di Sanremo per Nilla Pizzi (autore di testo e musica)
- 1952 - Al ritmo della carrozzella per Duo Fasano (autore del testo; musica di Piero Pavesio)
- 1952 - Morir di desiderio per Jula de Palma (autore della musica; testo di Aldo Locatelli)
- 1954 - Granada per Claudio Villa (autore del testo italiano; testo originale e musica di Agustín Lara)
- 1954 - Arriva la corriera per Peter Van Wood (autore di testo; musica di B.P.Godinho)
- 1955 - Ufemia per Natalino Otto e Renato Carosone (autore del testo; musica di Giuseppe Mendes)
- 1955 - Vendeva fiorellini per Clara Jaione (autore di testo e musica)
- 1961 - Chi sarà per Mina (autore del testo italiano; testo originale e musica di Pablo Beltran Ruiz)